# 沖縄県立芸術大学
沖縄県立芸術大学（おきなわけんりつげいじゅつだいがく、英語: Okinawa Prefectural University of Arts）は、沖縄県那覇市の公立大学。略称は沖芸、県芸、沖縄県芸。

## 沿革
- 1986年 開学（美術工芸学部開設）
- 1990年 音楽学部開設
- 1993年 大学院修士課程開設（造形芸術研究科）
- 1994年 大学院修士課程に音楽芸術研究科増設
- 1996年 大学院博士課程開設（芸術文化学研究科）

## 概略
沖縄県立芸術大学の建学の基本的な精神は、沖縄文化が造り上げてきた個性の美と人類普遍の美を追究することにある。これに基づき、伝統芸術の継承と発展にとどまらず、新たな芸術創造の可能性を広げ、幅広く芸術分野で活躍できる人材を育成を目的としている。
美術工芸学部は、造形芸術の基本分野の教育研究を目的とした美術学科（絵画専攻、彫刻専攻、芸術学専攻）と、生活に関わる造形芸術についての教育研究を目的としたデザイン工芸学科（デザイン専攻、工芸専攻）から成る。
音楽学部は、伝統的な琉球芸能の伝承・発展を主たる目的とする琉球芸能専攻と、西洋音楽を中心とした確立された教育システムによる声楽・器楽専攻がある。また、両者を理論、創作面から支える音楽学専攻がある。またバリ、ジャワ両方のガムラン・アンサンブルがある。

## 教育および研究

### 学部

#### 美術工芸学部
- 美術学科
  - 絵画専攻
    - 日本画
    - 油画

  - 彫刻専攻
  - 芸術学専攻
- デザイン工芸学科
  - デザイン専攻
  - 工芸専攻
    - 染，織，陶芸，漆芸各分野

#### 音楽学部
- 音楽学科
  - 音楽表現専攻
    - 声楽コース
    - ピアノコース
    - 弦楽コース
    - 管打楽コース
    - 作曲コース

  - 音楽文化専攻
    - 音楽学コース
    - 沖縄文化コース

  - 琉球芸能専攻
    - 琉球古典音楽コース
    - 琉球舞踊組踊コース

### 大学院

#### 造形芸術研究科（修士課程）
- 生活造形専攻
- 環境造形専攻
- 比較芸術学専攻

#### 音楽芸術研究科（修士課程）
- 舞台芸術専攻
- 演奏芸術専攻
- 音楽学専攻

#### 芸術文化学研究科（後期博士課程）
- 芸術文化学専攻

### 附置機関
- 芸術文化研究所

## 大学関係者

### 教員
- 初代学長山本正男 - 美学
- 第2代学長阿部公正 - 美学
- 第3代学長大嶺實清 - 陶芸
- 第4代学長朝岡康二 - 美術史：デザイン史(道具）
- 第6代学長佐久本嗣男 - 空手家
- 第7代学長比嘉 康春-琉球古典音楽
- 第8代学長波多野泉-彫刻家

音楽学部
- 比嘉聰 - 教授（琉球芸能、野村流歌三線）
- 佐藤太圭子- 教授（琉球舞踊、組踊）

美術工芸学部
- 土屋誠一 - 准教授

### 出身者
- 青山汰詩 - 歌手
- 井尻兼人 - チェリスト
- 志田真木 - 琉球舞踊家
- 市川ヒロシ - 漫画家・デザイン工学学科卒業
- 仲間りょう - 漫画家（中退）
- 豊永盛人 - 琉球張り子作家・イラストレーター
- 又吉浩 - アニメーション作家
- よなは徹 - 歌手
- 伊禮俊一 - シンガーソングライター
- 阿嘉修 - 琉球舞踊家

## 施設
- 奏楽堂 - 音楽ホール
- 附属研究所
- 附属図書・芸術資料館

## 文化財
- 所管されていて大正時代に撮影された鎌倉芳太郎の2080枚にある「琉球芸術調査写真」は歴史資料として2005年に重要文化財に指定された[1]。

## 交通アクセス
詳しくは沖縄本島のバス路線を参照。
：首里当蔵キャンパス
当蔵バス停下車。
- 1番・首里牧志線（那覇バス）
- 7番・首里城下町線（久茂地経由）（沖縄バス）
- 8番・首里城下町線（沖縄バス）
- 14番・牧志開南循環線（那覇バス）
- 17番・石嶺（開南）線（那覇バス）
- 46番・糸満西原（鳥堀）線（那覇バス）

：首里金城キャンパス
芸大第三キャンパス前下車。
- 7番・首里城下町線（久茂地経由）（沖縄バス）
- 8番・首里城下町線（沖縄バス）

：首里崎山キャンパス
芸大崎山キャンパス前下車。
- 15番・寒川線（那覇バス）

県立医療センター前下車。
- 2番・識名開南線（那覇バス）
- 3番・松川新都心線（那覇バス）
- 4番・新川おもろまち線（那覇バス）
- 5番・識名牧志線（那覇バス）
- 14番・牧志開南循環線（那覇バス）
- 15番・寒川線（那覇バス）
- 18番・首里駅線（沖縄バス）
- 111番・高速バス
- 113番・具志川空港線（琉球バス）
- 123番・石川空港線（琉球バス）
- 127番・屋慶名（高速）線（沖縄バス）
- 191番・城間（一日橋）線（東陽バス）

## その他
大学の敷地は首里城に隣接している。2019年12月15日、全国育樹祭のために沖縄を訪問した秋篠宮夫妻は、玉城デニー知事の案内で首里城焼失の状況を敷地内から視察した。